# Alexander Dráb
Alexander Dráb (28. října 1873 Nižná Šebastová nebo Košice – 3. září 1952 Košice) byl slovenský a československý politik a meziválečný senátor Národního shromáždění za Československou sociálně demokratickou stranu dělnickou, později za Komunistickou stranu Československa.

## Biografie
Profesí byl knihtiskařem v Košicích.
Vyučil se typografem. Byl aktivní v Slovenské sociálně demokratické straně Uherska. Už před rokem 1914 náležel k hlavním aktivistům dělnického hnutí v Košicích. V roce 1920 patřil mezi přívržence sociálně demokratické levice. Byl administrátorem košického listu Kasaai Munkás.
V parlamentních volbách v roce 1920 získal senátorské křeslo v Národním shromáždění, kde zasedal do roku 1925. Zvolen byl za sociální demokracii, později přešel do nově zřízené KSČ. Ještě později se rozešel s linií KSČ a byl ze strany vyloučen.